# Aloja (Letonia)
Aloja es una villa situada al norte de Letonia, cerca de la frontera con Estonia. Está en la antigua región de Vidzeme.

## Historia
El nombre de Aloja proviene del livonio. Las primeras referencias escritas datan de 1449 cuando Fabian Unger tomó posesión de las montañas Güter Allenberg y Stakenberg. Unger recibió permiso del arzobispado de Riga para fundar una parroquia. En 1534 Aloja tenía una iglesia luterana de madera que en 1776 fue sustituida por una de piedra. En 1903 el lugar constaba simplemente de 2 iglesias, 2 escuelas, una posada, una farmacia y una tienda. Tras la revolución de 1905 la zona comenzó a crecer lentamente hasta que en 1992 obtuvo derechos de villa.

## Personajes Ilustres
- Pāvils Dreijmanis, arquitecto.

- Datos: Q659019
- Multimedia: Aloja / Q659019